# Autonoé (lune)
Pour les articles homonymes, voir Autonoé.
Autonoé (J XXVIII Autonoe) fut découverte en 2001 (d'où sa désignation temporaire S/2001 J 1).
Elle appartient au groupe de Pasiphaé, constitué de lunes irrégulières et rétrogrades qui orbitent Jupiter à des distances entre 22,8 et 24,1 Gm et à des inclinaisons variant de 144,5° à 158,3°.
Elle tire son nom de la fille de Cadmos et Harmonie, sœur d'une des conquêtes de Zeus, Sémélé. D'autres auteurs lui attribuent la maternité (très disputée) des Grâces par Zeus.